# ATP Lyon Open 2021
ATP Lyon Open 2021 (còn được biết đến với Open Parc Auvergne-Rhône-Alpes Lyon) là một giải quần vợt nam thi đấu trên mặt sân đất nện ngoài trời. Đây là lần thứ 4 Giải quần vợt Lyon Mở rộng được tổ chức và là một phần của ATP Tour 250 trong ATP Tour 2021. Giải đấu diễn ra ở Lyon, Pháp, từ ngày 15 tháng 5 đến ngày 22 tháng 5 năm 2021.

## Điểm và tiền thưởng

### Phân phối điểm
| Sự kiện | VĐ  | CK  | BK | TK | Vòng 1/16 | Vòng 1/32 | Q  | Q2 | Q1 |
| Đơn     | 250 | 150 | 90 | 45 | 20        | 0         | 12 | 6  | 0  |
| Đôi     | 250 | 150 | 90 | 45 | 0         | —         | —  | —  | —  |

### Tiền thưởng
| Sự kiện | VĐ      | CK      | BK      | TK      | Vòng 1/16 | Vòng 1/32 | Q2     | Q1     |
| Đơn     | €41,145 | €29,500 | €21,000 | €14,000 | €9,000    | €5,415    | €2,645 | €1,375 |
| Đôi*    | €15,360 | €11,000 | €7,250  | €4,710  | €2,760    | —         | —      | —      |

*mỗi đội

## Nội dung đơn

### Hạt giống
| Quốc gia | Tay vợt               | Xếp hạng1 | Hạt giống |
| -------- | --------------------- | --------- | --------- |
| AUT      | Dominic Thiem         | 4         | 1         |
| GRE      | Stefanos Tsitsipas    | 5         | 2         |
| ARG      | Diego Schwartzman     | 10        | 3         |
| BEL      | David Goffin          | 13        | 4         |
| FRA      | Gaël Monfils          | 15        | 5         |
| ITA      | Jannik Sinner         | 18        | 6         |
| CAN      | Félix Auger-Aliassime | 21        | 7         |
| RUS      | Karen Khachanov       | 24        | 8         |

- Bảng xếp hạng vào ngày 10 tháng 5 năm 2021.[5]

### Vận động viên khác
Đặc cách:
- Benjamin Bonzi
- Dominic Thiem
- Stefanos Tsitsipas

Thay thế:
- Lorenzo Musetti

Vượt qua vòng loại:
- Grégoire Barrère
- Kamil Majchrzak
- João Sousa
- Mikael Ymer

Thua cuộc may mắn:
- Arthur Rinderknech
- Thiago Seyboth Wild

### Rút lui
Trước giải đấu
- Matteo Berrettini → thay thế bởi  Corentin Moutet
- Jérémy Chardy → thay thế bởi  Yoshihito Nishioka
- Dan Evans → thay thế bởi  Pierre-Hugues Herbert
- Taylor Fritz → thay thế bởi  Cameron Norrie
- Lloyd Harris → thay thế bởi  Thiago Seyboth Wild
- John Millman → thay thế bởi  Gilles Simon
- Albert Ramos Viñolas → thay thế bởi  Arthur Rinderknech
- Lorenzo Sonego → thay thế bởi  Lorenzo Musetti

## Nội dung đôi

### Hạt giống
| Quốc gia | Tay vợt               | Quốc gia | Tay vợt                | Xếp hạng1 | Hạt giống |
| -------- | --------------------- | -------- | ---------------------- | --------- | --------- |
| FRA      | Pierre-Hugues Herbert | FRA      | Nicolas Mahut          | 27        | 1         |
| FIN      | Henri Kontinen        | FRA      | Édouard Roger-Vasselin | 46        | 2         |
| GBR      | Ken Skupski           | GBR      | Neal Skupski           | 77        | 3         |
| MON      | Hugo Nys              | GER      | Tim Pütz               | 106       | 4         |

- Bảng xếp hạng vào ngày 10 tháng 5 năm 2021.

### Vận động viên khác
Đặc cách:
- Grégoire Barrère /  Albano Olivetti
- Petros Tsitsipas /  Stefanos Tsitsipas

Bảo toàn thứ hạng:
- Marc López /  Fabrice Martin

### Rút lui
Trước giải đấu
- Jérémy Chardy /  Fabrice Martin → thay thế bởi  Marc López /  Fabrice Martin
- Marcus Daniell /  Philipp Oswald → thay thế bởi  André Göransson /  Andrei Vasilevski
- Jonathan Erlich /  Lloyd Harris → thay thế bởi  Artem Sitak /  João Sousa
- John Millman /  Divij Sharan → thay thế bởi  Sander Arends /  Divij Sharan
- Aisam-ul-Haq Qureshi /  Andrea Vavassori → thay thế bởi  Aleksandr Nedovyesov /  Andrea Vavassori

## Nhà vô địch

### Đơn
- Stefanos Tsitsipas đánh bại  Cameron Norrie, 6–3, 6–3

### Đôi
- Hugo Nys /  Tim Pütz đánh bại  Pierre-Hugues Herbert /  Nicolas Mahut, 6–4, 5–7, [10–8]